# NGC 3067
NGC 3067 je galaksija u zviježđu Lavu.

## Vanjske poveznice
- SEDS: NGC 3067